# Максим-Горьківська сільська рада
Максим-Го́рьківська сільська рада (рос. Максим-Горьковский сельский совет) — муніципальне утворення у складі Белебеївського району Башкортостану, Росія. Адміністративний центр — село Ц. У. П. імені Максима Горького.

## Населення
Населення — 1697 осіб (2019, 1961 в 2010, 1908 в 2002).

## Склад
До складу поселення входять такі населені пункти:
| Населений пункт                       | Населення, осіб (2002) | Населення, осіб (2010) |
| ------------------------------------- | ---------------------- | ---------------------- |
| Заовраж'є, присілок                   | 0                      | 0                      |
| Москомуна, селище                     | 0                      | -                      |
| Руська Швейцарія, присілок            | 238                    | 225                    |
| Санаторія Глуховського, село          | 634                    | 657                    |
| Утейка, присілок                      | 102                    | 86                     |
| Ц. у. п. імені Максима Горького, село | 934                    | 993                    |
| Шафеєвка, селище                      | 0                      | -                      |